# Lasse Brandeby
Lars Thorsten Brandeby (født 27. april 1945, død 20. november 2011) var en svensk skuespiller, komiker og journalist. Han blev i den svenske befolkning bedst kendt for sine adskillige sketches med karakteren Kurt Olsson.

## Liv og karriere
Brandeby blev født i Göteborg og voksede op i distriktet Majorna. Efter at være blevet smidt ud af gymnasiet arbejdede han et par år i sanitetsbranchen, før han senere læste til journalist.
På sin arbejdsplads Radio Sjuhärad kom Brandeby i kontakt med teatergruppen Nationalteatern og han begyndte herefter en karriere som skuespiller. Omkring 1980 skabte han den sure og strikse karakter Kurt Olsson til et radioprogram. Berømmelsen voksede, og i 1987 udkom sketch-serien Kurt Olssons television på TV. I 1989 vandt han en tv-pris uddelt af Aftonbladet for sin præstation.
Efter tiden med Kurt Olsson fortsatte Lasse Brandeby med at spille tv-komedie, blandt andet i programmet Rena rama Rolf, der også havde Robert Gustafsson på rollelisten. Mellem 2006 og 2011 spillede Brandeby rollen som Sven Andersson, en politikommissær i krimiserien Irene Huss.

## Privatliv
Lasse Brandeby var gift med foredragsholder Unni Petterson fra 1966 til 1993. Parrets datter Anna (født 1968) er aktiv i filmbranchen.
Brandebys sidste leveår var præget af dårligt helbred. I 2007 led han af alvorlig lungebetændelse og i marts 2008 fik han to hjerneblødninger under en revyforestilling. I 2011 blev han syg igen og fik ved samme lejlighed konstateret nyresvigt. Sygdommen tvang Brandeby til at aflyse flere forestillinger og han var indlagt i store dele af sommeren og efteråret.
Lasse Brandeby døde 66 år gammel den 20. november 2011. Han ligger begravet på Västra kyrkogården i Göteborg.

## Filmografi
- Kurt Olssons television (tv-serie, 1987)
- Kurt Olssons sommartelevision (tv-serie, 1989)
- Kurt Olsson - Filmen om mit liv som mig selv (1990)
- Kurt Olssons julkalender (julekalender, 1990)
- Rena rama Rolf (tv-serie, 1994-1998)
- En fyra för tre (tv-serie, 1996)
- Polisen och pyromanen (tv-serie, 1996, ukrediteret)
- Hemma hos Olssons (tv-serie, 1997)
- Skallgång (1997)
- Peddersen og Findus - fornemt besøg (animationsfilm, 2000)
- Fridtjofs jul (tv-film, 2006)
- Irene Huss (tv-serie, 2007-2011)
- Ice Pearl (kortfilm, 2010)